# 市真ケンジ
市真 ケンジ（いちま ケンジ）は、日本の漫画家、漫画原作者。愛知県出身。別名義は市真時系。

## 来歴
2014年、『ルーザーゲーム』で第83回JUMPトレジャー新人漫画賞佳作（市真時系名義）。同年、『少年ジャンプNEXT!』（集英社）2014 vol.5に読切『ゲリラ食堂』が掲載され、紙面デビューを果たす。翌年には読切『ぼくらのQ』が『少年ジャンプNEXT!』2015 vol.1に掲載される。
2017年、ウェブサイト「裏サンデー」（小学館）で前述の読切作品を元にした『ぼくらのQ』を連載。
2019年、市真ケンジ名義でウェブサイト「少年ジャンプ+」（集英社）にて読切作品『試作神話』を発表。
2020年、『週刊少年ジャンプ』（集英社）にて『タイムパラドクスゴーストライター』を連載開始。市真が原作を担当し、作画には『TOKYO WONDER BOYS』『クロスアカウント』の伊達恒大を迎えた。

## 作品リスト

### 連載
- ぼくらのQ（『裏サンデー』2017年7月8日[3] - 2018年11月） - 市真時系名義[3]。
- タイムパラドクスゴーストライター（作画：伊達恒大、『週刊少年ジャンプ』2020年24号[5] - 39号[7]） - 原作担当[5]。
- 群脳教室（『少年ジャンプ+』2025年6月18日[8] - ）

### 読み切り
- ルーザーゲーム - 第83回JUMPトレジャー新人漫画賞佳作、ジャンプルーキー掲載、市真時系名義。
- ゲリラ食堂（『少年ジャンプNEXT!』2014 vol.5） - 市真時系名義。
- ぼくらのQ（『少年ジャンプNEXT!』2015 vol.1） - 市真時系名義。
- 試作神話（『少年ジャンプ+』2019年1月7日）
- ラブアタック（作画：伊達恒大、『少年ジャンプ+』2022年6月18日[9]） - 原作担当。
- ゲリラ食堂（作画：伊達恒大、『週刊少年ジャンプ』2023年21・22合併号[10]） - 原作担当[10]。

### 書籍
- 『ぼくらのQ』、小学館〈裏少年サンデーコミックス〉2017年 - 2019年、全4巻、市真時系名義[3]、3巻・4巻は電子書籍のみ
- 『タイムパラドクスゴーストライター』、作画：伊達恒大、集英社〈ジャンプ コミックス〉2020年、全2巻、原作担当[5]